# Boromo
Boromo  là một tổng của tỉnh Balé ở phía nam Burkina Faso. Thủ phủ là thị xã thị xã cùng tên. Theo điều tra dân số năm 1996, tổng này có dân số 28.963 người.

## Các thị xã và làng xã
Các thị xã và làng xã và dân số các tổng như sau:

- Boromo (thị xã)	(11 694 dân) (thủ phủ)
- Koho	(1 903 dân)
- Lapara	(2 648 dân)
- Nanou	(2 376 dân)
- Ouahabou	(5 601 dân)
- Ouako	(842 dân)
- Ouroubono	(1 511 dân)
- Siguinoguin	(1 407 dân)
- Virou	(1 001 dân)